# Лялька Тільда

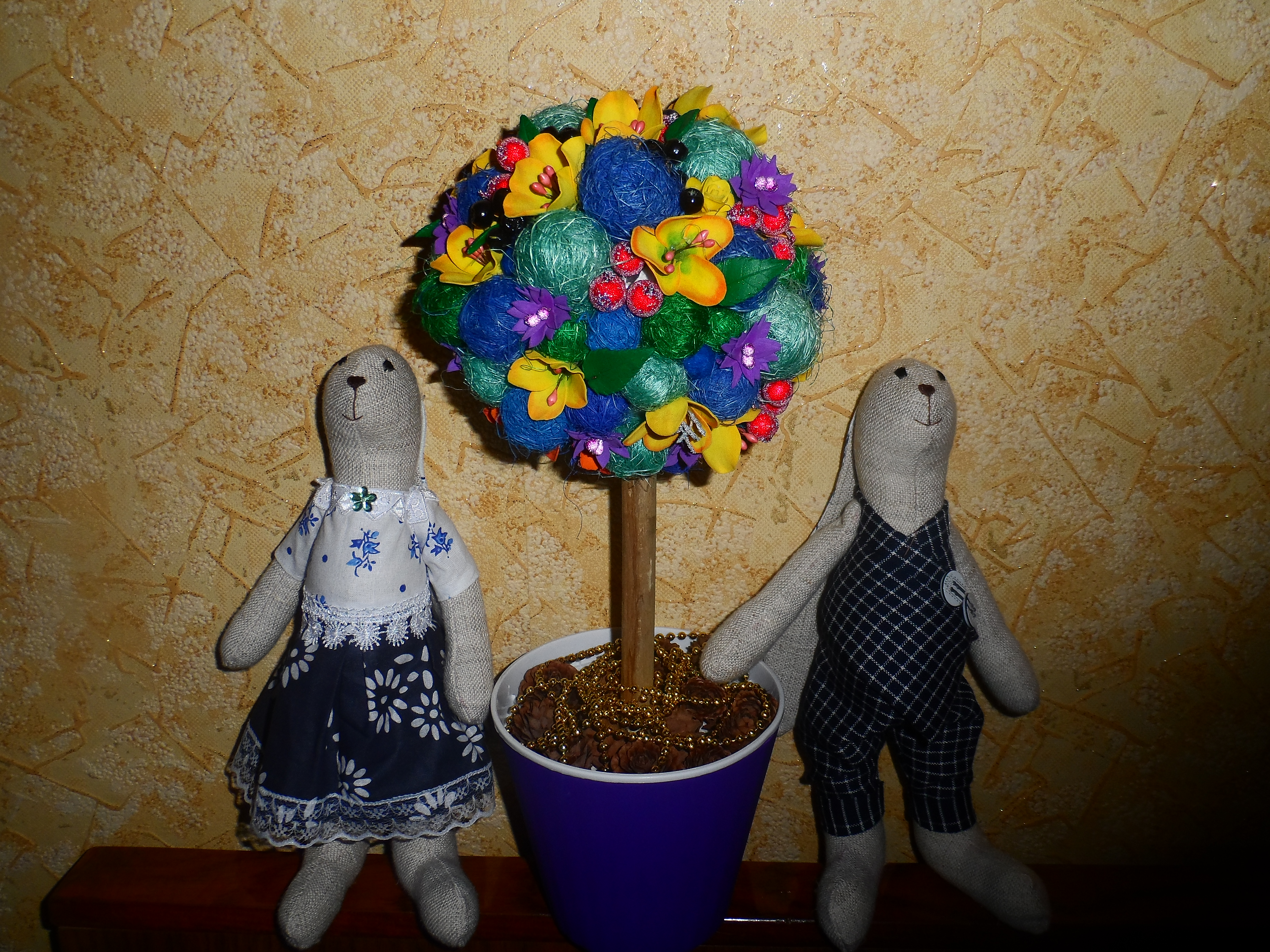

Лялька Тільда — лялька виготовлена з натуральних тканин (льон, бавовна, бязь, вовни, повсті, фланелі), прикрашена найрізноманітнішим декором — гудзичками, стрічками, тасьмою, мереживом.

## Історія виникнення
Вперше ляльки Тільда вийшли в продаж в 1999 році, їх творцем є норвезька дизайнерка Тоні Финнангер. Однією з версій створення ляльки є те, що Тоні просто думала створити щось по-справжньому домашнє, затишне, тепле і рідне. В арсеналі у неї були невеликі клаптики світлих натуральних тканин. Недовго думаючи, Тоні пошила першу в світі невигадливу ляльку Тільду. Трохи пізніше вона випустила дві книги, пов'язані з виготовленням цих чарівних ляльок і відкрила в Норвегії магазин, в якому продавалися самі ляльки, а також викрійки і матеріали для виготовлення і декору ляльок.
Тоні зуміла створити цілий світ іграшок з тканини, які могли зачарувати з першого погляду простотою, витонченістю, зворушливістю. Пізніше з'явилися не тільки ляльки, але й звірята, які були одними з частин декору. Для їх пошиття застосовуються виключно натуральні тканини.

## Особливості Тільди

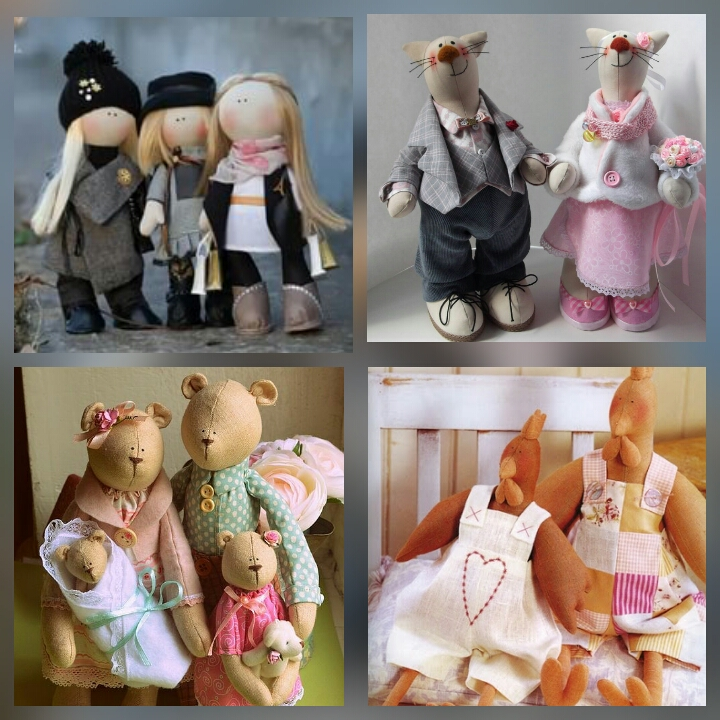

Творцем цих незвичайних ляльок є Tone Finnanger. Починаючи з 1999 року ганчір'я лялька отримало широке розповсюдження по всьому світу. Найвпізнаваніші ознаки ляльки Тільди це маленькі очі у вигляді маленьких точок і рум'яні щічки.
Тільда не просто текстильна лялька, а ціла зареєстрована торгова марка. Сама Тільда, як і її ім'я захищені авторськими правами. Продукти цієї марки виробляються і продаються компанією Panduro Hobby.
У світі не знайти схожих ляльок Тильд так, як кожна лялька сама по собі індивідуальна.
Шиють такі іграшки найчастіше з бавовни, льону, тканини, шерсті, повсті, фланелі. Одяг робиться в «сільському» стилі вона проста, але при цьому дуже ніжна. Малюнок у тканини повинен бути простим — підійде смужка, клітинка, дрібну квіточку. Ще одна характерна особливість — тканини беруться світлі, ніжних забарвлень. Занадто яскраві, контрастні точно не підійдуть.
Як набивання іграшок застосовується синтепон, холлофайбер. Для обважнення фігурок їх тканинні тіла набивають навіть прожареною гречаною крупою.
Шиють їх і руками, і на машинці, тип шва і його щільність залежить зазвичай від тканини, з якого Тільда шиється.

## Види ляльок Тільда
Дизайнерка Тоні Финнангер створила безліч чудових іграшок, покликаних прикрасити інтер'єр будинку і зробити його більш затишним. Існує велика розмаїтість ляльок: Коти — це милі створіння, що лежать на боці, а в руках тримають рибку або сердечко. Таку іграшку можна повісити на ручку двері, стіну, вікно, також можна використовувати як підхоплення для штор.
Курочки — ця традиційна Великодня символіка. Готову іграшку наряджають в красиву сукню або штанці і садять в кошик з яйцями.
Новорічні іграшки прикрасять вашу ялинку, яка заграє новими фарбами. Вони можуть виглядати як чобітки для подарунків, різдвяні зірки, сердечка, рукавиці, конячки і багато іншого. 
Ведмеді — це найулюбленіші і поширені дитячі іграшки, до яких так приємно притискатися і брати з собою у постіль.
Тільда і її характерні риси
Натуральні тканини: щільний бавовна, якісна бязь, льон, поплін, штапель.
Ніжні кольори.
Практично завжди тільда «в тілі», надмірна худорба неприпустима.
Яскравість образів, продуманість до найдрібніших деталей.

## Корисність ляльки
Одним з головних плюсів у корисності цієї ляльки так це, те що вона розвиває моторику рук, при її виготовленні. Також одним з плюсів є те, що вона може стати відмінним подарунком на День Народження, так і на Великдень чи Різдво. Ну а найбільше такому подарунку може зрадіти діти, особливо піврічний так, як у ляльки крутяться руки, ноги. Для того щоб ще більше зацікавити вашого малюка можна наповнити ляльку різними дрібними намистинами, з допомогою яких у малюка буде розвиватися моторика рук.
Тільди може стати корисними для здоров'я ліками, якщо використовувати їх як подушечки-саше. У набивний матеріал можна додати паличку кориці, стручок ванілі, сушену цедру цитрусових фруктів, гілочку лаванди. Також можна набити диво-лялечку сіллю, просоченої сумішшю ароматичних олій. Можна просто набити Тільду сумішами запашних сухих трав (м'ятою, мелісою, липою, чебрецем). Іграшку рекомендується брати з собою у постіль — з нею сон стане міцним і корисним, не буде проблем із засипанням. Діткам теж можна укладати з собою в ліжечко ароматну симпатичну Тільду.
Ці іграшки дуже багатофункціональні починаючи від іграшки закінчуючи лікарським засобом.